# Eugeniusz Wirtemberski
Eugeniusz Wirtemberski (ur. 18 stycznia 1788 w Oleśnicy, zm. 16 września 1857 w Pokoju (niem. Carlsruhe) – książę wirtemberski, właściciel miejscowości Pokój (Carlsruhe).

## Życiorys
Syn księcia Eugeniusza Fryderyka Wirtemberskiego i Luizy Stolberg-Gedern. Jego wychowawcą w Petersburgu był gen. Ehrenfried von Diebitsch und Narten (ojciec późniejszego feldmarszałka Iwana Dybicza), który w ten sposób trafił na dwór rosyjskiego cara Pawła I. Był kuzynem pierwszego króla Wirtembergii Fryderyka I.
Generał konnicy na służbie u rosyjskiego cara, w 1813 jeden z dowódców sił sprzymierzonych w zwycięskiej bitwie pod Kulm. Mecenas Carla Marii Webera, meloman i kompozytor (skomponował m.in. operę „Die Geisterbraut”). W 1822 roku po śmierci ojca został właścicielem Pokoju. Zajął się przebudową miasteczka, dbał również o kulturalny rozwój mieszkańców m.in. przez ponowne otwarcie teatru.

## Małżeństwa i potomstwo
20 kwietnia 1817 roku ożenił się z Matyldą zu Waldeck-Pyrmont (1801-1825). Para miała troje dzieci:
- Maria (1818-1888),
- Eugeniusz (1820-1875),
- Wilhelm Aleksander (*/† 1825).

11 sierpnia 1827 roku ożenił się z Heleną zu Hohenlohe-Langenburg (1807-1880). Para miała czworo dzieci:
- Wilhelm (1828-1896),
- Aleksandra (1829-1913),
- Mikołaj (1833-1903),
- Agnieszka (1835-1886).